# 군마현 제1구
군마현 제1구(일본어: 群馬県第1区)는 일본의 중의원 선거구이다. 1994년 일본 공직선거법이 개정되면서 신설되었다.

## 지역
- 마에바시시
- 누마타시
- 기류시 (구 세타 군 일대)
- 시부카와시 (구 세타 군 일대)
- 미도리시 (구 세타 군 일대)
- 도네군

## 역대 국회의원
- 오미 고지 (소속 정당: 자유민주당, 임기: 1996년 ~ 2000년)
- 사타 겐이치로 (소속 정당: 자유민주당, 임기: 2000년 ~ 2003년)
- 오미 고지 (소속 정당: 자유민주당, 임기: 2003년 ~ 2005년)
- 사타 겐이치로 (소속 정당: 자유민주당, 임기: 2005년 ~ 2009년)
- 미야자키 다케시 (소속 정당: 민주당, 임기: 2009년 ~ 2012년)
- 사타 겐이치로 (소속 정당: 자유민주당, 임기: 2012년 ~ 2017년)
- 오미 아사코 (소속 정당: 자유민주당, 임기: 2017년 ~ 2021년)
- 나카소네 야스타카 (소속 정당: 자유민주당, 임기: 2021년 ~ 현재)